# Чрезвычайный комиссар (фильм)
«Чрезвычайный комиссар» — советский фильм 1970 года режиссёра Али Хамраева, снятый на киностудии «Узбекфильм».
Первый фильм историко-революционной трилогии режиссёра, посвященной становлению Советской власти в Туркестане, состоящей из фильмов: «Чрезвычайный комиссар» (1970) — «Без страха» (1971) — «Седьмая пуля» (1972).
За создание фильма режиссёр был удостоен Государственной премии Узбекской ССР имени Хамзы (1971).
Один из лидеров кинопроката СССР 1970 года, 24 строчка, 15 400 000 зрителей.

## Сюжет
Сюжет картины строго документален и опирается на подлинные факты.
1920-е годы. первые месяцы становления Советского Туркестана. Положение предельно тяжёлое — фронты надвигаются со всех сторон, басмачи терроризируют крестьян и убивают активистов, вспыхивает Осиповский мятеж, расстреляны комиссары, активизиировалась левоэссеровская оппозиция.
В помощь комиссару Низаметдину Ходжаеву для спасения ситуации с особыми полномочиями прибывает Чрезвычайный комиссар Пётр Кобозев. 
Вместе им предстоит быстро и точно разобраться в обстановке, принять единственно верные меры против контрреволюционеров…

## В ролях
- Суйменкул Чокморов — Низаметдин Ходжаев, комиссар
- Армен Джигарханян — Пётр Кобозев, комиссар
- Сергей Яковлев — Казаков
- Нурмухан Жантурин — Салим Курбаши
- Владимир Козел — Успенский
- Наби Рахимов — Ширмат-бек
- Хамза Умаров — Муамед Мухманбеков
- Хикмат Латыпов — мельник
- Джавлон Хамраев — Макхамов
- Пулат Саидкасымов — Уразбаев